# Menjagrà olivaci

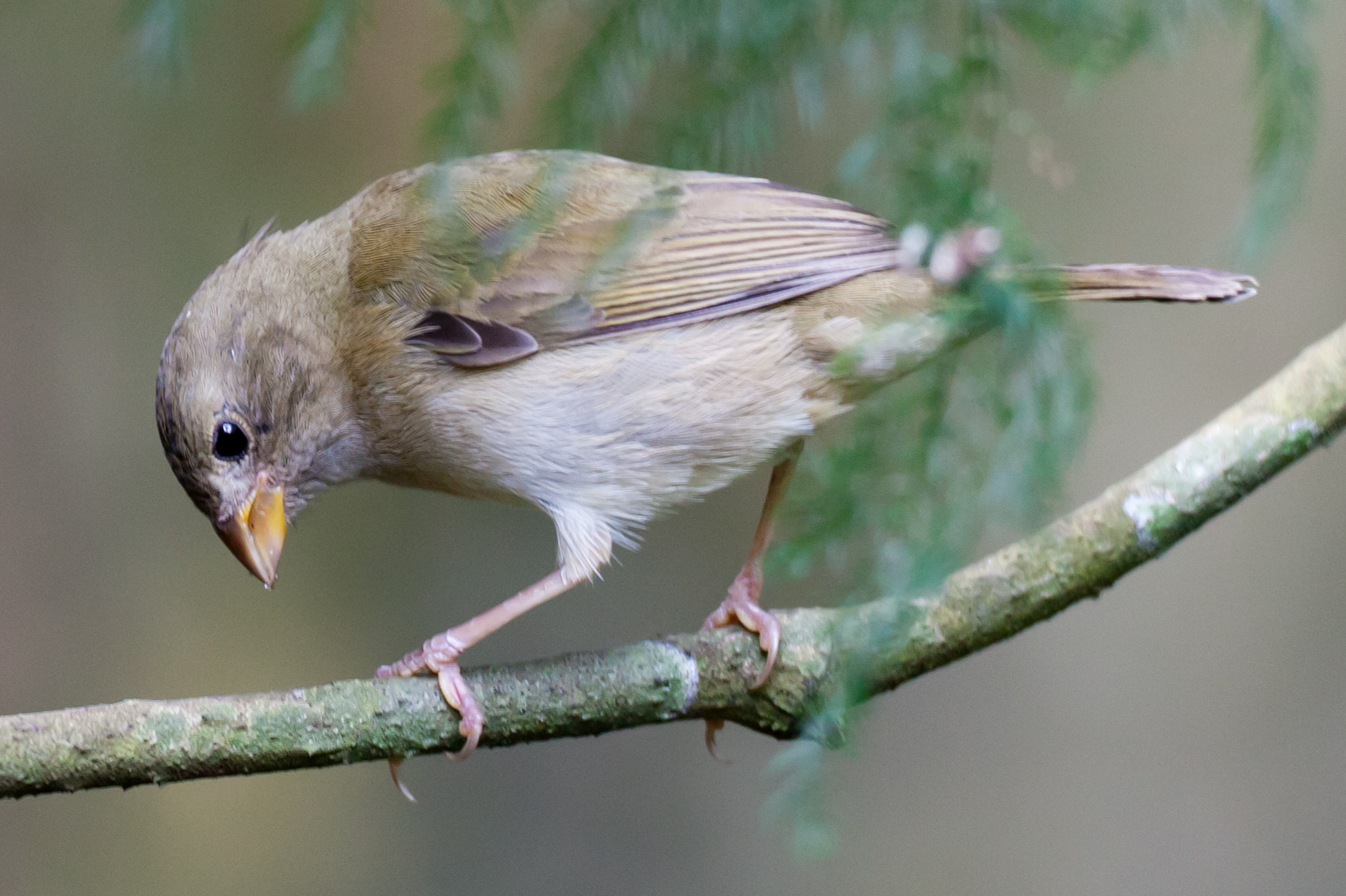
Femella

El menjagrà olivaci (Tiaris olivaceus) és una petita espècie d'ocell pertanyent a la família Thraupidae de l'ordre Passeriformes i única espècie del gènere Tiaris Swainson, 1827 

Existeix a Mèxic, Centreamèrica, nord de Sud-amèrica, Antilles Majors, i les Illes Caiman.